# Wereldkampioenschap voetbal 2018 (kwalificatie CONMEBOL)

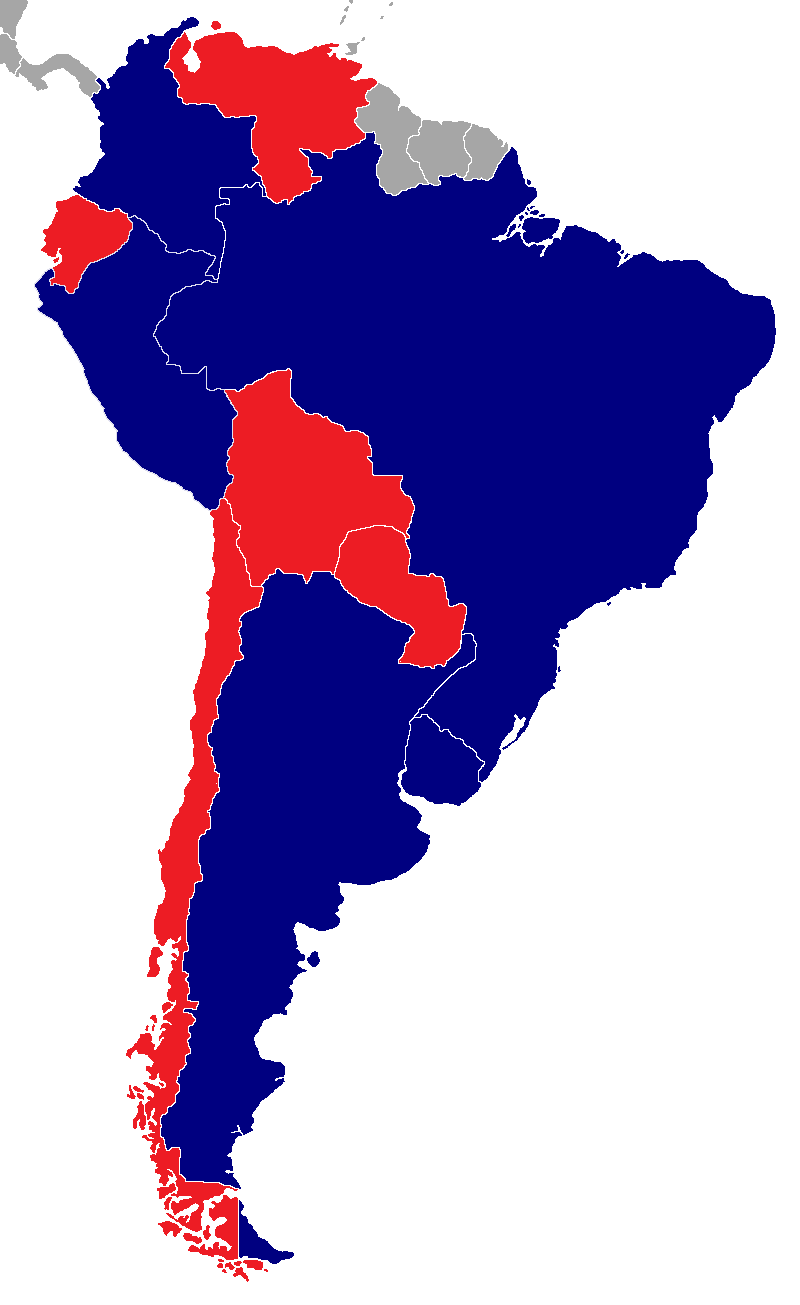
Gekwalificeerde landen

Namens de Zuid-Amerikaanse bond CONMEBOL  namen tien landen deel aan de kwalificatie om vier en mogelijk vijf plaatsen in de eindronde van het wereldkampioenschap voetbal 2018.

## Opzet
De tien landen speelden een volledige competitie, elk land speelde dus in totaal achttien wedstrijden. De kwalificatie begon op 8 oktober 2015 en eindigde op 10 oktober 2017. De vier hoogst geklasseerde landen kwalificeerden zich voor de WK-eindronde. De nummer vijf speelt in een intercontinentale play-off tegen de winnaar van de OFC-zone om het laatste ticket voor het WK voetbal.

## Gekwalificeerde landen
| FIFA-lid   | Kwalificatie                              | Kwal. datum | Aantal dln. (incl. 2018) | Eerste dln. | Laatste dln. | Dln. op rij | Titels (excl. 2018) | Beste prestatie |
| ---------- | ----------------------------------------- | ----------- | ------------------------ | ----------- | ------------ | ----------- | ------------------- | --------------- |
| Brazilië   | Nr. 1 CONMEBOL                            | 28/03/2017  | 21                       | 1930        | 2014         | 21          | 5                   | Wereldkampioen  |
| Uruguay    | Nr. 2 CONMEBOL                            | 10/10/2017  | 13                       | 1930        | 2014         | 3           | 2                   | Wereldkampioen  |
| Argentinië | Nr. 3 CONMEBOL                            | 10/10/2017  | 17                       | 1930        | 2014         | 12          | 2                   | Wereldkampioen  |
| Colombia   | Nr. 4 CONMEBOL                            | 10/10/2017  | 6                        | 1962        | 2014         | 2           | 0                   | Kwartfinale     |
| Peru       | Intercontinentaal play-off (CONMEBOL–OFC) | 15/11/2017  | 5                        | 1930        | 1982         | 1           | 0                   | Kwartfinale     |

## Speeldata
| Wedstrijd    | Datum               |
| ------------ | ------------------- |
| Wedstrijd 1  | 8–13 oktober 2015   |
| Wedstrijd 2  | 8–13 oktober 2015   |
| Wedstrijd 3  | 12–17 november 2015 |
| Wedstrijd 4  | 12–17 november 2015 |
| Wedstrijd 5  | 24–29 maart 2016    |
| Wedstrijd 6  | 24–29 maart 2016    |
| Wedstrijd 7  | 1–6 september 2016  |
| Wedstrijd 8  | 1–6 september 2016  |
| Wedstrijd 9  | 6–11 oktober 2016   |
| Wedstrijd 10 | 6–11 oktober 2016   |

| Wedstrijd                    | Datum                          |
| ---------------------------- | ------------------------------ |
| Wedstrijd 11                 | 10–15 november 2017            |
| Wedstrijd 12                 | 10–15 november 2017            |
| Wedstrijd 13                 | 23–28 maart 2017               |
| Wedstrijd 14                 | 23–28 maart 2017               |
| Wedstrijd 15                 | 31 augustus – 5 september 2017 |
| Wedstrijd 16                 | 31 augustus – 5 september 2017 |
| Wedstrijd 17                 | 5–10 oktober 2017              |
| Wedstrijd 18                 | 5–10 oktober 2017              |
| Intercontinentale play-off 1 | 11 november 2017               |
| Intercontinentale play-off 2 | 15 november 2017               |

Het wedstrijdschema is op 25 juli 2015 per loting bepaald. Brazilië en Argentinië werden vooraf reeds ingedeeld, zodat geen enkel land het in één speelronde zou hoeven op te nemen tegen deze volgens de FIFA-wereldranglijst sterkste landen.

## Stand
Legenda
Stand
| Nr. | Land       | GW | W  | G | V  | DV | DT | DS  | Pnt. |
| --- | ---------- | -- | -- | - | -- | -- | -- | --- | ---- |
| 1   | Brazilië   | 18 | 12 | 5 | 1  | 41 | 11 | +30 | 41   |
| 2   | Uruguay    | 18 | 9  | 4 | 5  | 32 | 20 | +12 | 31   |
| 3   | Argentinië | 18 | 7  | 7 | 4  | 19 | 16 | +3  | 28   |
| 4   | Colombia   | 18 | 7  | 6 | 5  | 21 | 19 | +2  | 27   |
| 5   | Peru       | 18 | 7  | 5 | 6  | 27 | 26 | +1  | 26   |
| 6   | Chili      | 18 | 8  | 2 | 8  | 26 | 27 | –1  | 26   |
| 7   | Paraguay   | 18 | 7  | 3 | 8  | 19 | 25 | –6  | 24   |
| 8   | Ecuador    | 18 | 6  | 2 | 10 | 26 | 29 | –3  | 20   |
| 9   | Bolivia    | 18 | 4  | 2 | 12 | 16 | 38 | –22 | 14   |
| 10  | Venezuela  | 18 | 2  | 6 | 10 | 19 | 35 | –16 | 12   |

## Wedstrijden

### Speeldag 1
|                                  |                  |       |                       |                                                                                      |
| 8 oktober 2015 16:00 uur (UTC−4) | Bolivia          | 0 – 2 | Uruguay               | Estadio Hernando Siles, La Paz Toeschouwers: 26.000 Scheidsrechter: Patricio Loustau |
| 8 oktober 2015 16:00 uur (UTC−4) | Torrico 20', 71' |       | 10' Cáceres 69' Godín | Estadio Hernando Siles, La Paz Toeschouwers: 26.000 Scheidsrechter: Patricio Loustau |

|                                  |                             |       |      | |
| 8 oktober 2015 15:30 uur (UTC−5) | Colombia                    | 2 – 0 | Peru | Estadio Metropolitano Roberto Meléndez, Barranquilla Toeschouwers: 44.000 Scheidsrechter: Antonio Arias |
| 8 oktober 2015 15:30 uur (UTC−5) | Gutiérrez 36' Cardona 90+4' |       |      | Estadio Metropolitano Roberto Meléndez, Barranquilla Toeschouwers: 44.000 Scheidsrechter: Antonio Arias |

|                                     |           |              |          |                                                                                               |
| 8 oktober 2015 16:30 uur (UTC−4:30) | Venezuela | 0 – 1        | Paraguay | Polideportivo Cachamay, Ciudad Guayana Toeschouwers: 36.618 Scheidsrechter: Hernando Buitrago |
| 8 oktober 2015 16:30 uur (UTC−4:30) |           | 84' González |          | Polideportivo Cachamay, Ciudad Guayana Toeschouwers: 36.618 Scheidsrechter: Hernando Buitrago |

|                                  |                        |       |          |                                                                                |
| 8 oktober 2015 20:30 uur (UTC−3) | Chili                  | 2 – 0 | Brazilië | Estadio Nacional, Santiago Toeschouwers: 42.000 Scheidsrechter: Roddy Zambrano |
| 8 oktober 2015 20:30 uur (UTC−3) | Vargas 72' Sánchez 88' |       |          | Estadio Nacional, Santiago Toeschouwers: 42.000 Scheidsrechter: Roddy Zambrano |

|                                  |            |                       |         | |
| 8 oktober 2015 21:00 uur (UTC−3) | Argentinië | 0 – 2                 | Ecuador | Estadio Monumental Antonio Vespucio Liberti, Núñez Toeschouwers: 30.000 Scheidsrechter: Julio Bascuñán |
| 8 oktober 2015 21:00 uur (UTC−3) |            | 81' Erazo 82' Caicedo |         | Estadio Monumental Antonio Vespucio Liberti, Núñez Toeschouwers: 30.000 Scheidsrechter: Julio Bascuñán |

### Speeldag 2
|                                   |                                  |       |         |                                                                                     |
| 13 oktober 2015 16:00 uur (UTC−5) | Ecuador                          | 2 – 0 | Bolivia | Estadio Olímpico Atahualpa, Quito Toeschouwers: 27.333 Scheidsrechter: Sandro Ricci |
| 13 oktober 2015 16:00 uur (UTC−5) | Bolaños 81' Caicedo 90+5' (pen.) |       |         | Estadio Olímpico Atahualpa, Quito Toeschouwers: 27.333 Scheidsrechter: Sandro Ricci |

|                                   |                                   |       |          |                                                                                 |
| 13 oktober 2015 20:00 uur (UTC−3) | Uruguay                           | 3 – 0 | Colombia | Estadio Centenario, Montevideo Toeschouwers: 40.000 Scheidsrechter: Héber Lopes |
| 13 oktober 2015 20:00 uur (UTC−3) | Godín 34' Rolán 51' Hernández 87' |       |          | Estadio Centenario, Montevideo Toeschouwers: 40.000 Scheidsrechter: Héber Lopes |

|                                   |          |       |            |                                                                                          |
| 13 oktober 2015 21:00 uur (UTC−3) | Paraguay | 0 – 0 | Argentinië | Estadio Defensores del Chaco, Asuncion Toeschouwers: 20.889 Scheidsrechter: Andrés Cunha |
| 13 oktober 2015 21:00 uur (UTC−3) |          |       |            | Estadio Defensores del Chaco, Asuncion Toeschouwers: 20.889 Scheidsrechter: Andrés Cunha |

|                                   |                                      |       |            |                                                                                |
| 13 oktober 2015 22:00 uur (UTC−3) | Brazilië                             | 3 – 1 | Venezuela  | Estádio Castelão, Fortaleza Toeschouwers: 38.970 Scheidsrechter: Darío Ubriaco |
| 13 oktober 2015 22:00 uur (UTC−3) | Willian 1', 42' Ricardo Oliveira 73' |       | 64' Santos | Estádio Castelão, Fortaleza Toeschouwers: 38.970 Scheidsrechter: Darío Ubriaco |

|                                   |                                                 |       |                                 |                                                                           |
| 13 oktober 2015 21:15 uur (UTC−5) | Peru                                            | 3 – 4 | Chili                           | Estadio Nacional, Lima Toeschouwers: 36.180 Scheidsrechter: Néstor Pitana |
| 13 oktober 2015 21:15 uur (UTC−5) | Farfán 10', 36' (pen.) Guerrero 90+2' Cueva 23' |       | 7', 44' Sánchez 41', 49' Vargas | Estadio Nacional, Lima Toeschouwers: 36.180 Scheidsrechter: Néstor Pitana |

### Speeldag 3
|                                    |                                                |       |                                       |                                                                                     |
| 12 november 2015 16:00 uur (UTC−4) | Bolivia                                        | 4 – 2 | Venezuela                             | Estadio Hernando Siles, La Paz Toeschouwers: 20.923 Scheidsrechter: Víctor Carrillo |
| 12 november 2015 16:00 uur (UTC−4) | Ramallo 19', 45+1' Arce 23' (pen.) Cardozo 49' |       | 32' M. Rondón 55' Blanco 90+3' Seijas | Estadio Hernando Siles, La Paz Toeschouwers: 20.923 Scheidsrechter: Víctor Carrillo |

|                                    |                          |       |            |                                                                                        |
| 12 november 2015 16:00 uur (UTC−5) | Ecuador                  | 2 – 1 | Uruguay    | Estadio Olímpico Atahualpa, Quito Toeschouwers: 32.650 Scheidsrechter: Ricardo Marques |
| 12 november 2015 16:00 uur (UTC−5) | Caicedo 23' Martínez 59' |       | 49' Cavani | Estadio Olímpico Atahualpa, Quito Toeschouwers: 32.650 Scheidsrechter: Ricardo Marques |

|                                    |           |       |               |                                                                                 |
| 12 november 2015 20:30 uur (UTC−3) | Chili     | 1 – 1 | Colombia      | Estadio Nacional, Santiago Toeschouwers: 45.316 Scheidsrechter: Enrique Cáceres |
| 12 november 2015 20:30 uur (UTC−3) | Vidal 44' |       | 67' Rodríguez | Estadio Nacional, Santiago Toeschouwers: 45.316 Scheidsrechter: Enrique Cáceres |

|                                    |             |       |                                    | |
| 13 november 2015 21:00 uur (UTC−3) | Argentinië  | 1 – 1 | Brazilië                           | Estadio Monumental Antonio Vespucio Liberti, Núñez Toeschouwers: 53.000 Scheidsrechter: Antonio Arias |
| 13 november 2015 21:00 uur (UTC−3) | Lavezzi 34' |       | 58' Lucas Lima 87', 88' David Luiz | Estadio Monumental Antonio Vespucio Liberti, Núñez Toeschouwers: 53.000 Scheidsrechter: Antonio Arias |

|                                    |            |       |          |                                                                            |
| 13 november 2015 21:15 uur (UTC−5) | Peru       | 1 – 0 | Paraguay | Estadio Nacional, Lima Toeschouwers: 26.000 Scheidsrechter: Julio Bascuñán |
| 13 november 2015 21:15 uur (UTC−5) | Farfán 20' |       |          | Estadio Nacional, Lima Toeschouwers: 26.000 Scheidsrechter: Julio Bascuñán |

### Speeldag 4
|                                    |          |            |            | |
| 17 november 2015 15:30 uur (UTC−5) | Colombia | 0 – 1      | Argentinië | Estadio Metropolitano Roberto Meléndez, Barranquilla Toeschouwers: 46.000 Scheidsrechter: Carlos Vera |
| 17 november 2015 15:30 uur (UTC−5) |          | 19' Biglia |            | Estadio Metropolitano Roberto Meléndez, Barranquilla Toeschouwers: 46.000 Scheidsrechter: Carlos Vera |

|                                       |              |       |                                      |                                                                                         |
| 17 november 2015 16:30 uur (UTC−4:30) | Venezuela    | 1 – 3 | Ecuador                              | Polideportivo Cachamay, Ciudad Guayana Toeschouwers: 41.659 Scheidsrechter: Gery Vargas |
| 17 november 2015 16:30 uur (UTC−4:30) | Martínez 84' |       | 15' Martínez 23' Montero 60' Caicedo | Polideportivo Cachamay, Ciudad Guayana Toeschouwers: 41.659 Scheidsrechter: Gery Vargas |

|                                    |                                             |       |         |                                                                                         |
| 17 november 2015 20:00 uur (UTC−3) | Paraguay                                    | 2 – 1 | Bolivia | Estadio Defensores del Chaco, Asuncion Toeschouwers: 15.850 Scheidsrechter: José Argote |
| 17 november 2015 20:00 uur (UTC−3) | Leczano 61' Barrios 64' P. Aguilar 49', 86' |       | 59' Duk | Estadio Defensores del Chaco, Asuncion Toeschouwers: 15.850 Scheidsrechter: José Argote |

|                                    |                                      |       |                |                                                                                   |
| 17 november 2015 20:00 uur (UTC−3) | Uruguay                              | 3 – 0 | Chili          | Estadio Centenario, Montevideo Toeschouwers: 58.000 Scheidsrechter: Wilmar Roldán |
| 17 november 2015 20:00 uur (UTC−3) | Godín 23' Á. Pereira 61' Cáceres 65' |       | 90+2' Valdivia | Estadio Centenario, Montevideo Toeschouwers: 58.000 Scheidsrechter: Wilmar Roldán |

|                                    |                                                      |       |      |                                                                                   |
| 17 november 2015 21:00 uur (UTC−3) | Brazilië                                             | 3 – 0 | Peru | Arena Fonte Nova, Salvador Toeschouwers: 45.558 Scheidsrechter: Hernando Buitrago |
| 17 november 2015 21:00 uur (UTC−3) | Douglas Costa 22' Renato Augusto 57' Filipe Luís 76' |       |      | Arena Fonte Nova, Salvador Toeschouwers: 45.558 Scheidsrechter: Hernando Buitrago |

### Speeldag 5
|                                 |                        |       |                                      |                                                                                            |
| 24 maart 2016 16:00 uur (UTC−4) | Bolivia                | 2 – 3 | Colombia                             | Estadio Hernando Siles, La Paz Toeschouwers: 16.765 Scheidsrechter: Wilton Pereira Sampaio |
| 24 maart 2016 16:00 uur (UTC−4) | Arce 50' Chumacero 62' |       | 9' Rodríguez 40' Bacca 90+3' Cordona | Estadio Hernando Siles, La Paz Toeschouwers: 16.765 Scheidsrechter: Wilton Pereira Sampaio |

|                                 |                         |       |                  |                                                                                         |
| 24 maart 2016 16:00 uur (UTC−5) | Ecuador                 | 2 – 2 | Paraguay         | Estadio Olímpico Atahualpa, Quito Toeschouwers: 34.817 Scheidsrechter: Daniel Fedorczuk |
| 24 maart 2016 16:00 uur (UTC−5) | Valencia 20' Mena 90+2' |       | 38', 59' Lezcano | Estadio Olímpico Atahualpa, Quito Toeschouwers: 34.817 Scheidsrechter: Daniel Fedorczuk |

|                                 |               |       |                          |                                                                             |
| 24 maart 2016 20:30 uur (UTC−3) | Chili         | 1 – 2 | Argentinië               | Estadio Nacional, Santiago Toeschouwers: 44.536 Scheidsrechter: Héber Lopes |
| 24 maart 2016 20:30 uur (UTC−3) | Gutiérrez 11' |       | 20' Di María 25' Mercado | Estadio Nacional, Santiago Toeschouwers: 44.536 Scheidsrechter: Héber Lopes |

|                                 |                            |       |                                 |                                                                             |
| 24 maart 2016 21:15 uur (UTC−5) | Peru                       | 2 – 2 | Venezuela                       | Estadio Nacional, Lima Toeschouwers: 35.459 Scheidsrechter: Enrique Cáceres |
| 24 maart 2016 21:15 uur (UTC−5) | Guerrero 61' Ruidíaz 90+4' |       | 33' (pen.) Otero 57' Villanueva | Estadio Nacional, Lima Toeschouwers: 35.459 Scheidsrechter: Enrique Cáceres |

|                                 |                      |       |                       |                                                                             |
| 25 maart 2016 21:45 uur (UTC−3) | Brazilië             | 2 – 2 | Uruguay               | Arena Pernambuco, Recife Toeschouwers: 45.010 Scheidsrechter: Néstor Pitana |
| 25 maart 2016 21:45 uur (UTC−3) | Costa 1' Augusto 26' |       | 31' Cavani 48' Suárez | Arena Pernambuco, Recife Toeschouwers: 45.010 Scheidsrechter: Néstor Pitana |

### Speeldag 6
|                                 |                          |       |            | |
| 29 maart 2016 15:30 uur (UTC−5) | Colombia                 | 3 – 1 | Ecuador    | Estadio Metropolitano Roberto Meléndez, Barranquilla Toeschouwers: 38.400 Scheidsrechter: Enrique Osses |
| 29 maart 2016 15:30 uur (UTC−5) | Bacca 15', 67' Pérez 48' |       | 90' Arroyo | Estadio Metropolitano Roberto Meléndez, Barranquilla Toeschouwers: 38.400 Scheidsrechter: Enrique Osses |

|                                 |            |       |      |                                                                                    |
| 29 maart 2016 20:00 uur (UTC−3) | Uruguay    | 1 – 0 | Peru | Estadio Centenario, Montevideo Toeschouwers: 55.000 Scheidsrechter: Roddy Zambrano |
| 29 maart 2016 20:00 uur (UTC−3) | Cavani 51' |       |      | Estadio Centenario, Montevideo Toeschouwers: 55.000 Scheidsrechter: Roddy Zambrano |

|                                    |           |       |                                   |                                                                                |
| 29 maart 2016 19:00 uur (UTC−4:30) | Venezuela | 1 – 4 | Chili                             | Estadio Agustín Tovar, Barinas Toeschouwers: 53.000 Scheidsrechter: Diego Haro |
| 29 maart 2016 19:00 uur (UTC−4:30) | Otero 9'  |       | 33', 52' Pinilla 72', 90+2' Vidal | Estadio Agustín Tovar, Barinas Toeschouwers: 53.000 Scheidsrechter: Diego Haro |

|                                 |                              |       |         |                                                                                             |
| 29 maart 2016 20:30 uur (UTC−3) | Argentinië                   | 2 – 0 | Bolivia | Estadio Mario Alberto Kempes, Córdoba Toeschouwers: 24.101 Scheidsrechter: Jesús Valenzuela |
| 29 maart 2016 20:30 uur (UTC−3) | Mercado 21' Messi 29' (pen.) |       |         | Estadio Mario Alberto Kempes, Córdoba Toeschouwers: 24.101 Scheidsrechter: Jesús Valenzuela |

|                                 |                            |       |                                       |                                                                                           |
| 29 maart 2016 20:45 uur (UTC−3) | Paraguay                   | 2 – 2 | Brazilië                              | Estadio Defensores del Chaco, Asuncion Toeschouwers: 24.457 Scheidsrechter: Wilmar Roldán |
| 29 maart 2016 20:45 uur (UTC−3) | Lezcano 40' É. Benítez 49' |       | 79' Ricardo Oliveira 90+2' Dani Alves | Estadio Defensores del Chaco, Asuncion Toeschouwers: 24.457 Scheidsrechter: Wilmar Roldán |

### Speeldag 7
|                                    |                        |       |      |                                                                                 |
| 1 september 2016 16:00 uur (UTC−4) | Bolivia                | 2 – 0 | Peru | Estadio Hernando Siles, La Paz Toeschouwers: 20.000 Scheidsrechter: José Argote |
| 1 september 2016 16:00 uur (UTC−4) | Escobar 38' Raldes 86' |       |      | Estadio Hernando Siles, La Paz Toeschouwers: 20.000 Scheidsrechter: José Argote |

|                                    |                               |       |                                     | |
| 1 september 2016 15:30 uur (UTC−5) | Colombia                      | 2 – 0 | Venezuela                           | Estadio Metropolitano Roberto Meléndez, Barranquilla Toeschouwers: 37.099 Scheidsrechter: Daniel Fedorczuk |
| 1 september 2016 15:30 uur (UTC−5) | Rodríguez 45+2' M. Torres 82' |       | 10', 80' Ángel 77', 90+3' Feltscher | Estadio Metropolitano Roberto Meléndez, Barranquilla Toeschouwers: 37.099 Scheidsrechter: Daniel Fedorczuk |

|                                    |                  |       |                                            |                                                                                        |
| 1 september 2016 16:00 uur (UTC−5) | Ecuador          | 0 – 3 | Brazilië                                   | Estadio Olímpico Atahualpa, Quito Toeschouwers: 33.000 Scheidsrechter: Enrique Cáceres |
| 1 september 2016 16:00 uur (UTC−5) | Paredes 61', 75' |       | 72' (pen.) Neymar 87', 90+2' Gabriel Jesus | Estadio Olímpico Atahualpa, Quito Toeschouwers: 33.000 Scheidsrechter: Enrique Cáceres |

|                                    |                             |       |         |                                                                                          |
| 1 september 2016 20:30 uur (UTC−3) | Argentinië                  | 1 – 0 | Uruguay | Estadio Malvinas Argentinas, Mendoza Toeschouwers: 42.000 Scheidsrechter: Julio Bascuñán |
| 1 september 2016 20:30 uur (UTC−3) | Messi 43' Dybala 29', 45+1' |       |         | Estadio Malvinas Argentinas, Mendoza Toeschouwers: 42.000 Scheidsrechter: Julio Bascuñán |

|                                    |                          |       |                            |                                                                                           |
| 1 september 2016 20:00 uur (UTC−4) | Paraguay                 | 2 – 1 | Chili                      | Estadio Defensores del Chaco, Asuncion Toeschouwers: 35.000 Scheidsrechter: Néstor Pitana |
| 1 september 2016 20:00 uur (UTC−4) | Ó. Romero 6' Da Silva 9' |       | 37' Vidal 53', 90+3' Medel | Estadio Defensores del Chaco, Asuncion Toeschouwers: 35.000 Scheidsrechter: Néstor Pitana |

### Speeldag 8
|                                    |                                                   |       |          |                                                                                            |
| 6 september 2016 20:00 uur (UTC−3) | Uruguay                                           | 4 – 0 | Paraguay | Estadio Centenario, Montevideo Toeschouwers: 32.400 Scheidsrechter: Wilton Pereira Sampaio |
| 6 september 2016 20:00 uur (UTC−3) | Cavani 18', 54' Rodríguez 42' Suárez 45+1' (pen.) |       |          | Estadio Centenario, Montevideo Toeschouwers: 32.400 Scheidsrechter: Wilton Pereira Sampaio |

|                                    |                         |       |                         |                                                                                             |
| 6 september 2016 19:00 uur (UTC−4) | Venezuela               | 2 – 2 | Argentinië              | Estadio Metropolitano de Mérida, Mérida Toeschouwers: 42.000 Scheidsrechter: Roddy Zambrano |
| 6 september 2016 19:00 uur (UTC−4) | Juanpi 34' Martínez 52' |       | 58' Pratto 83' Otamendi | Estadio Metropolitano de Mérida, Mérida Toeschouwers: 42.000 Scheidsrechter: Roddy Zambrano |

|                                    |       |       |         |                                                                                                  |
| 6 september 2016 20:30 uur (UTC−4) | Chili | 0 – 0 | Bolivia | Estadio Monumental David Arellano, Santiago Toeschouwers: 40.000 Scheidsrechter: Ricardo Marques |
| 6 september 2016 20:30 uur (UTC−4) |       |       |         | Estadio Monumental David Arellano, Santiago Toeschouwers: 40.000 Scheidsrechter: Ricardo Marques |

|                                    |                       |       |                       |                                                                              |
| 6 september 2016 20:45 uur (UTC−4) | Brazilië              | 2 – 1 | Colombia              | Arena Amazônia, Manaus Toeschouwers: 36.609 Scheidsrechter: Patricio Loustau |
| 6 september 2016 20:45 uur (UTC−4) | Miranda 2' Neymar 74' |       | 36' (e.d.) Marquinhos | Arena Amazônia, Manaus Toeschouwers: 36.609 Scheidsrechter: Patricio Loustau |

|                                    |                            |       |                           |                                                                           |
| 6 september 2016 21:15 uur (UTC−5) | Peru                       | 2 – 1 | Ecuador                   | Estadio Nacional, Lima Toeschouwers: 20.000 Scheidsrechter: Wilmar Roldán |
| 6 september 2016 21:15 uur (UTC−5) | Cueva 19' (pen.) Tapia 78' |       | 31' Achilier 90+2' Arroyo | Estadio Nacional, Lima Toeschouwers: 20.000 Scheidsrechter: Wilmar Roldán |

### Speeldag 9
|                                  |                                         |       |       |                                                                                       |
| 6 oktober 2016 16:00 uur (UTC−5) | Ecuador                                 | 3 – 0 | Chili | Estadio Olímpico Atahualpa, Quito Toeschouwers: 30.000 Scheidsrechter: Mauro Vigliano |
| 6 oktober 2016 16:00 uur (UTC−5) | A. Valencia 19' Ramírez 23' Caicedo 46' |       |       | Estadio Olímpico Atahualpa, Quito Toeschouwers: 30.000 Scheidsrechter: Mauro Vigliano |

|                                  |                             |       |                      |                                                                                 |
| 6 oktober 2016 20:00 uur (UTC−3) | Uruguay                     | 3 – 0 | Venezuela            | Estadio Centenario, Montevideo Toeschouwers: 44.800 Scheidsrechter: Raúl Orosco |
| 6 oktober 2016 20:00 uur (UTC−3) | Lodeiro 29' Cavani 46', 79' |       | 41', 64' Vizcarrondo | Estadio Centenario, Montevideo Toeschouwers: 44.800 Scheidsrechter: Raúl Orosco |

|                                  |          |             |          |                                                                                            |
| 6 oktober 2016 20:30 uur (UTC−3) | Paraguay | 0 – 1       | Colombia | Estadio Defensores del Chaco, Asuncion Toeschouwers: 33.000 Scheidsrechter: Julio Bascuñán |
| 6 oktober 2016 20:30 uur (UTC−3) |          | 90' Cardona |          | Estadio Defensores del Chaco, Asuncion Toeschouwers: 33.000 Scheidsrechter: Julio Bascuñán |

|                                  |                                                                       |       |         |                                                                             |
| 6 oktober 2016 21:45 uur (UTC−3) | Brazilië                                                              | 5 – 0 | Bolivia | Arena das Dunas, Natal Toeschouwers: 30.013 Scheidsrechter: Wilson Lamoroux |
| 6 oktober 2016 21:45 uur (UTC−3) | Neymar 11' Coutinho 26' Filipe Luís 39' Gabriel Jesus 44' Firmino 75' |       |         | Arena das Dunas, Natal Toeschouwers: 30.013 Scheidsrechter: Wilson Lamoroux |

|                                  |                               |       |                            |                                                                          |
| 6 oktober 2016 21:15 uur (UTC−5) | Peru                          | 2 – 2 | Argentinië                 | Estadio Nacional, Lima Toeschouwers: 38.700 Scheidsrechter: Sandro Ricci |
| 6 oktober 2016 21:15 uur (UTC−5) | Guerrero 58' Cueva 84' (pen.) |       | 15' Funes Mori 77' Higuaín | Estadio Nacional, Lima Toeschouwers: 38.700 Scheidsrechter: Sandro Ricci |

### Speeldag 10
|                                   |                 |       |                                       |                                                                                         |
| 11 oktober 2016 16:00 uur (UTC−4) | Bolivia         | 2 – 2 | Ecuador                               | Estadio Hernando Siles, La Paz Toeschouwers: 18.033 Scheidsrechter: Mario Díaz de Vivar |
| 11 oktober 2016 16:00 uur (UTC−4) | Escobar 4', 43' |       | 48', 89' E. Valencia 63', 79' Caicedo | Estadio Hernando Siles, La Paz Toeschouwers: 18.033 Scheidsrechter: Mario Díaz de Vivar |

|                                   |                      |       |                          | |
| 11 oktober 2016 15:30 uur (UTC−5) | Colombia             | 2 – 2 | Uruguay                  | Estadio Metropolitano Roberto Meléndez, Barranquilla Toeschouwers: 47.000 Scheidsrechter: Néstor Pitana |
| 11 oktober 2016 15:30 uur (UTC−5) | Aguilar 15' Mina 84' |       | 27' Rodríguez 73' Suárez | Estadio Metropolitano Roberto Meléndez, Barranquilla Toeschouwers: 47.000 Scheidsrechter: Néstor Pitana |

|                                   |            |              |          |                                                                                             |
| 11 oktober 2016 20:30 uur (UTC−3) | Argentinië | 0 – 1        | Paraguay | Estadio Mario Alberto Kempes, Córdoba Toeschouwers: 51.200 Scheidsrechter: Daniel Fedorczuk |
| 11 oktober 2016 20:30 uur (UTC−3) |            | 18' González |          | Estadio Mario Alberto Kempes, Córdoba Toeschouwers: 51.200 Scheidsrechter: Daniel Fedorczuk |

|                                   |                |       |            |                                                                                |
| 11 oktober 2016 20:30 uur (UTC−3) | Chili          | 2 – 1 | Peru       | Estadio Nacional, Santiago Toeschouwers: 30.662 Scheidsrechter: Roddy Zambrano |
| 11 oktober 2016 20:30 uur (UTC−3) | Vidal 10', 85' |       | 76' Flores | Estadio Nacional, Santiago Toeschouwers: 30.662 Scheidsrechter: Roddy Zambrano |

|                                   |           |                              |          |                                                                                              |
| 11 oktober 2016 20:30 uur (UTC−4) | Venezuela | 0 – 2                        | Brazilië | Estadio Metropolitano de Mérida, Mérida Toeschouwers: 24.700 Scheidsrechter: Víctor Carrillo |
| 11 oktober 2016 20:30 uur (UTC−4) |           | 8' Gabriel Jesus 53' Willian |          | Estadio Metropolitano de Mérida, Mérida Toeschouwers: 24.700 Scheidsrechter: Víctor Carrillo |

### Speeldag 11
|                                    |          |       |       | |
| 10 november 2016 15:30 uur (UTC−5) | Colombia | 0 – 0 | Chili | Estadio Metropolitano Roberto Meléndez, Barranquilla Toeschouwers: 45.916 Scheidsrechter: Wilton Pereira Sampaio |
| 10 november 2016 15:30 uur (UTC−5) |          |       |       | Estadio Metropolitano Roberto Meléndez, Barranquilla Toeschouwers: 45.916 Scheidsrechter: Wilton Pereira Sampaio |

|                                    |                      |       |             |                                                                                     |
| 10 november 2016 20:00 uur (UTC−3) | Uruguay              | 2 – 1 | Ecuador     | Estadio Centenario, Montevideo Toeschouwers: 55.000 Scheidsrechter: Víctor Carrillo |
| 10 november 2016 20:00 uur (UTC−3) | Coates 12' Rolán 45' |       | 44' Caicedo | Estadio Centenario, Montevideo Toeschouwers: 55.000 Scheidsrechter: Víctor Carrillo |

|                                    |            |       |                                                      |                                                                                              |
| 10 november 2016 20:30 uur (UTC−3) | Paraguay   | 1 – 4 | Peru                                                 | Estadio Defensores del Chaco, Asuncion Toeschouwers: 30.000 Scheidsrechter: Patricio Loustau |
| 10 november 2016 20:30 uur (UTC−3) | Riveros 9' |       | 48' Ramos 71' Flores 78' Cueva 84' (e.d.) É. Benítez | Estadio Defensores del Chaco, Asuncion Toeschouwers: 30.000 Scheidsrechter: Patricio Loustau |

|                                    |                                                 |       |         |                                                                                          |
| 10 november 2016 19:30 uur (UTC−4) | Venezuela                                       | 5 – 0 | Bolivia | Estadio Monumental de Maturín, Maturín Toeschouwers: 49.750 Scheidsrechter: Andrés Cunha |
| 10 november 2016 19:30 uur (UTC−4) | Koufatty 3' J. Martínez 11', 67', 70' Otero 75' |       |         | Estadio Monumental de Maturín, Maturín Toeschouwers: 49.750 Scheidsrechter: Andrés Cunha |

|                                    |                                      |       |            |                                                                              |
| 10 november 2016 21:45 uur (UTC−2) | Brazilië                             | 3 – 0 | Argentinië | Mineirão, Belo Horizonte Toeschouwers: 54.490 Scheidsrechter: Julio Bascuñán |
| 10 november 2016 21:45 uur (UTC−2) | Coutinho 24' Neymar 45' Paulinho 59' |       |            | Mineirão, Belo Horizonte Toeschouwers: 54.490 Scheidsrechter: Julio Bascuñán |

### Speeldag 12
|                                |                                    |       |          |                                                                                        |
| 15 november 2016 16:00 (UTC−4) | Bolivia                            | 1 – 0 | Paraguay | Estadio Hernando Siles, La Paz Toeschouwers: 13.285 Scheidsrechter: Christian Ferreyra |
| 15 november 2016 16:00 (UTC−4) | Gómez 78' (e.d.) Valverde 56', 60' |       |          | Estadio Hernando Siles, La Paz Toeschouwers: 13.285 Scheidsrechter: Christian Ferreyra |

|                                |                                      |       |           |                                                                                      |
| 15 november 2016 16:00 (UTC−5) | Ecuador                              | 3 – 0 | Venezuela | Estadio Olímpico Atahualpa, Quito Toeschouwers: 28.000 Scheidsrechter: Roberto Tobar |
| 15 november 2016 16:00 (UTC−5) | Mina 51' Bolaños 82' E. Valencia 86' |       |           | Estadio Olímpico Atahualpa, Quito Toeschouwers: 28.000 Scheidsrechter: Roberto Tobar |

|                                |                                  |       |          |                                                                                                 |
| 15 november 2016 20:30 (UTC−3) | Argentinië                       | 3 – 0 | Colombia | Estadio San Juan del Bicentenario, San Juan Toeschouwers: 24.000 Scheidsrechter: Roddy Zambrano |
| 15 november 2016 20:30 (UTC−3) | Messi 9' Pratto 22' Di María 83' |       |          | Estadio San Juan del Bicentenario, San Juan Toeschouwers: 24.000 Scheidsrechter: Roddy Zambrano |

|                                |                               |       |            |                                                                                 |
| 15 november 2016 20:30 (UTC−3) | Chili                         | 3 – 1 | Uruguay    | Estadio Nacional, Santiago Toeschouwers: 42.011 Scheidsrechter: Enrique Cáceres |
| 15 november 2016 20:30 (UTC−3) | Vargas 45+1' Sánchez 60', 76' |       | 16' Cavani | Estadio Nacional, Santiago Toeschouwers: 42.011 Scheidsrechter: Enrique Cáceres |

|                                |      |                                      |          |                                                                           |
| 15 november 2016 21:15 (UTC−5) | Peru | 0 – 2                                | Brazilië | Estadio Nacional, Lima Toeschouwers: 38.700 Scheidsrechter: Wilmar Roldán |
| 15 november 2016 21:15 (UTC−5) |      | 57' Gabriel Jesus 78' Renato Augusto |          | Estadio Nacional, Lima Toeschouwers: 38.700 Scheidsrechter: Wilmar Roldán |

### Speeldag 13
|                             |               |       |         | |
| 23 maart 2017 15:30 (UTC−5) | Colombia      | 1 – 0 | Bolivia | Estadio Metropolitano Roberto Meléndez, Barranquilla Toeschouwers: 42.300 Scheidsrechter: Ricardo Marques |
| 23 maart 2017 15:30 (UTC−5) | Rodríguez 83' |       |         | Estadio Metropolitano Roberto Meléndez, Barranquilla Toeschouwers: 42.300 Scheidsrechter: Ricardo Marques |

|                             |                       |       |                    |                                                                                         |
| 23 maart 2017 20:00 (UTC−3) | Paraguay              | 2 – 1 | Ecuador            | Estadio Defensores del Chaco, Asuncion Toeschouwers: 20.000 Scheidsrechter: José Argote |
| 23 maart 2017 20:00 (UTC−3) | Valdez 12' Alonso 65' |       | 70' (pen.) Caicedo | Estadio Defensores del Chaco, Asuncion Toeschouwers: 20.000 Scheidsrechter: José Argote |

|                             |                  |       |                                     |                                                                                      |
| 23 maart 2017 20:00 (UTC−3) | Uruguay          | 1 – 4 | Brazilië                            | Estadio Centenario, Montevideo Toeschouwers: 55.000 Scheidsrechter: Patricio Loustau |
| 23 maart 2017 20:00 (UTC−3) | Cavani 9' (pen.) |       | 18', 51', 90+2' Paulinho 74' Neymar | Estadio Centenario, Montevideo Toeschouwers: 55.000 Scheidsrechter: Patricio Loustau |

|                             |                  |       |       | |
| 23 maart 2017 20:30 (UTC−3) | Argentinië       | 1 – 0 | Chili | Estadio Monumental Antonio Vespucio Liberti, Buenos Aires Toeschouwers: 55.000 Scheidsrechter: Sandro Ricci |
| 23 maart 2017 20:30 (UTC−3) | Messi 16' (pen.) |       |       | Estadio Monumental Antonio Vespucio Liberti, Buenos Aires Toeschouwers: 55.000 Scheidsrechter: Sandro Ricci |

|                             |                          |       |                           |                                                                                             |
| 23 maart 2017 19:30 (UTC−4) | Venezuela                | 2 – 2 | Peru                      | Estadio Monumental de Maturín, Maturín Toeschouwers: 35.290 Scheidsrechter: Enrique Cáceres |
| 23 maart 2017 19:30 (UTC−4) | Villanueva 24' Otero 40' |       | 46' Carrillo 64' Guerrero | Estadio Monumental de Maturín, Maturín Toeschouwers: 35.290 Scheidsrechter: Enrique Cáceres |

### Speeldag 14
|                             |                     |       |            |                                                                                   |
| 28 maart 2017 16:00 (UTC−4) | Bolivia             | 2 – 0 | Argentinië | Estadio Hernando Siles, La Paz Toeschouwers: 25.000 Scheidsrechter: Wilmar Roldán |
| 28 maart 2017 16:00 (UTC−4) | Arce 31' Moreno 53' |       |            | Estadio Hernando Siles, La Paz Toeschouwers: 25.000 Scheidsrechter: Wilmar Roldán |

|                             |                  |       |                            |                                                                                      |
| 28 maart 2017 16:00 (UTC−5) | Ecuador          | 0 – 2 | Colombia                   | Estadio Olímpico Atahualpa, Quito Toeschouwers: 32.000 Scheidsrechter: Néstor Pitana |
| 28 maart 2017 16:00 (UTC−5) | Caicedo 27', 61' |       | 20' Rodríguez 34' Cuadrado | Estadio Olímpico Atahualpa, Quito Toeschouwers: 32.000 Scheidsrechter: Néstor Pitana |

|                             |                            |       |            |                                                                                            |
| 28 maart 2017 19:00 (UTC−3) | Chili                      | 3 – 1 | Venezuela  | Estadio Monumental David Arellano, Macul Toeschouwers: 37.000 Scheidsrechter: Andrés Cunha |
| 28 maart 2017 19:00 (UTC−3) | Sánchez 4' Paredes 7', 22' |       | 62' Rondón | Estadio Monumental David Arellano, Macul Toeschouwers: 37.000 Scheidsrechter: Andrés Cunha |

|                             |                                     |       |          |                                                                                        |
| 28 maart 2017 21:45 (UTC−3) | Brazilië                            | 3 – 0 | Paraguay | Arena Corinthians, São Paulo Toeschouwers: 44.378 Scheidsrechter: Víctor Hugo Carrillo |
| 28 maart 2017 21:45 (UTC−3) | Coutinho 34' Neymar 64' Marcelo 85' |       |          | Arena Corinthians, São Paulo Toeschouwers: 44.378 Scheidsrechter: Víctor Hugo Carrillo |

|                             |                         |       |             |                                                                            |
| 28 maart 2017 21:15 (UTC−5) | Peru                    | 2 – 1 | Uruguay     | Estadio Nacional, Lima Toeschouwers: 50.000 Scheidsrechter: Julio Bascuñán |
| 28 maart 2017 21:15 (UTC−5) | Guerrero 35' Flores 62' |       | 30' Sánchez | Estadio Nacional, Lima Toeschouwers: 50.000 Scheidsrechter: Julio Bascuñán |

### Speeldag 15
|                                |           |       |          | |
| 31 augustus 2017 17:00 (UTC−4) | Venezuela | 0 – 0 | Colombia | Estadio Polideportivo de Pueblo Nuevo, San Cristóbal Toeschouwers: 38.479 Scheidsrechter: Wilton Pereira Sampaio |
| 31 augustus 2017 17:00 (UTC−4) |           |       |          | Estadio Polideportivo de Pueblo Nuevo, San Cristóbal Toeschouwers: 38.479 Scheidsrechter: Wilton Pereira Sampaio |

|                                |       |                                          |          |                                                                                                |
| 31 augustus 2017 19:30 (UTC−3) | Chili | 0 – 3                                    | Paraguay | Estadio Monumental David Arellano, Santiago Toeschouwers: 43.000 Scheidsrechter: Néstor Pitana |
| 31 augustus 2017 19:30 (UTC−3) |       | 24' (e.d.) Vidal 55' Cáceres 90+2' Ortiz |          | Estadio Monumental David Arellano, Santiago Toeschouwers: 43.000 Scheidsrechter: Néstor Pitana |

|                                |         |       |            |                                                                                     |
| 31 augustus 2017 20:00 (UTC−3) | Uruguay | 0 – 0 | Argentinië | Estadio Centenario, Montevideo Toeschouwers: 55.000 Scheidsrechter: Víctor Carrillo |
| 31 augustus 2017 20:00 (UTC−3) |         |       |            | Estadio Centenario, Montevideo Toeschouwers: 55.000 Scheidsrechter: Víctor Carrillo |

|                                |                           |       |         |                                                                                        |
| 31 augustus 2017 21:45 (UTC−3) | Brazilië                  | 2 – 0 | Ecuador | Arena do Grêmio, Porto Alegre Toeschouwers: 38.000 Scheidsrechter: Mario Díaz de Vivar |
| 31 augustus 2017 21:45 (UTC−3) | Paulinho 69' Coutinho 76' |       |         | Arena do Grêmio, Porto Alegre Toeschouwers: 38.000 Scheidsrechter: Mario Díaz de Vivar |

|                                |                      |       |             |                                                                                |
| 31 augustus 2017 21:15 (UTC−5) | Peru                 | 2 – 1 | Bolivia     | Estadio Monumental "U", Lima Toeschouwers: 60.000 Scheidsrechter: Andrés Cunha |
| 31 augustus 2017 21:15 (UTC−5) | Flores 55' Cueva 59' |       | 72' Álvarez | Estadio Monumental "U", Lima Toeschouwers: 60.000 Scheidsrechter: Andrés Cunha |

### Speeldag 16
|                                |                                    |       |       |                                                                                   |
| 5 september 2017 16:00 (UTC−4) | Bolivia                            | 1 – 0 | Chili | Estadio Hernando Siles, La Paz Toeschouwers: 31.555 Scheidsrechter: Wilmar Roldán |
| 5 september 2017 16:00 (UTC−4) | Arce 59' (pen.) Chumacero 70', 90' |       |       | Estadio Hernando Siles, La Paz Toeschouwers: 31.555 Scheidsrechter: Wilmar Roldán |

|                                |            |       |               | |
| 5 september 2017 15:30 (UTC−5) | Colombia   | 1 – 1 | Brazilië      | Estadio Metropolitano Roberto Meléndez, Barranquilla Toeschouwers: 47.500 Scheidsrechter: Jesús Valenzuela |
| 5 september 2017 15:30 (UTC−5) | Falcao 56' |       | 45+2' Willian | Estadio Metropolitano Roberto Meléndez, Barranquilla Toeschouwers: 47.500 Scheidsrechter: Jesús Valenzuela |

|                                |                        |       |                                       |                                                                                        |
| 5 september 2017 16:00 (UTC−5) | Ecuador                | 1 – 2 | Peru                                  | Estadio Olímpico Atahualpa, Quito Toeschouwers: 35.000 Scheidsrechter: Enrique Cáceres |
| 5 september 2017 16:00 (UTC−5) | E. Valencia 79' (pen.) |       | 73' Flores 76' Hurtado 36', 79' Ramos | Estadio Olímpico Atahualpa, Quito Toeschouwers: 35.000 Scheidsrechter: Enrique Cáceres |

|                                |                      |       |             | |
| 5 september 2017 20:30 (UTC−3) | Argentinië           | 1 – 1 | Venezuela   | Estadio Monumental Antonio Vespucio Liberti, Buenos Aires Toeschouwers: 60.000 Scheidsrechter: Roberto Tobar |
| 5 september 2017 20:30 (UTC−3) | Feltscher 79' (e.d.) |       | 51' Murillo | Estadio Monumental Antonio Vespucio Liberti, Buenos Aires Toeschouwers: 60.000 Scheidsrechter: Roberto Tobar |

|                                |               |       |                               |                                                                                          |
| 5 september 2017 20:00 (UTC−4) | Paraguay      | 1 – 2 | Uruguay                       | Estadio Defensores del Chaco, Asuncion Toeschouwers: 35.000 Scheidsrechter: Sandro Ricci |
| 5 september 2017 20:00 (UTC−4) | Á. Romero 88' |       | 76' Valverde 80' (e.d.) Gómez | Estadio Defensores del Chaco, Asuncion Toeschouwers: 35.000 Scheidsrechter: Sandro Ricci |

### Speeldag 17
|                              |         |       |          |                                                                                        |
| 5 oktober 2017 16:00 (UTC−1) | Bolivia | 0 – 0 | Brazilië | Estadio Hernando Siles, La Paz Toeschouwers: 34.725 Scheidsrechter: Fernando Rapallini |
| 5 oktober 2017 16:00 (UTC−1) |         |       |          | Estadio Hernando Siles, La Paz Toeschouwers: 34.725 Scheidsrechter: Fernando Rapallini |

|                              |           |       |         | |
| 5 oktober 2017 17:00 (UTC−4) | Venezuela | 0 – 0 | Uruguay | Estadio Polideportivo de Pueblo Nuevo, San Cristóbal Toeschouwers: 32.100 Scheidsrechter: Anderson Daronco |
| 5 oktober 2017 17:00 (UTC−4) |           |       |         | Estadio Polideportivo de Pueblo Nuevo, San Cristóbal Toeschouwers: 32.100 Scheidsrechter: Anderson Daronco |

|                              |                        |       |                    |                                                                                               |
| 5 oktober 2017 20:30 (UTC−3) | Chili                  | 2 – 1 | Ecuador            | Estadio Monumental David Arellano, Santiago Toeschouwers: 45.000 Scheidsrechter: Sandro Ricci |
| 5 oktober 2017 20:30 (UTC−3) | Vargas 22' Sánchez 85' |       | 84' Romario Ibarra | Estadio Monumental David Arellano, Santiago Toeschouwers: 45.000 Scheidsrechter: Sandro Ricci |

|                              |            |       |                               | |
| 5 oktober 2017 18:30 (UTC−5) | Colombia   | 1 – 2 | Paraguay                      | Estadio Metropolitano Roberto Meléndez, Barranquilla Toeschouwers: 47.000 Scheidsrechter: Ricardo Marques |
| 5 oktober 2017 18:30 (UTC−5) | Falcao 79' |       | 89' Ó. Cardozo 90+2' Sanabria | Estadio Metropolitano Roberto Meléndez, Barranquilla Toeschouwers: 47.000 Scheidsrechter: Ricardo Marques |

|                              |            |       |      | |
| 5 oktober 2017 20:30 (UTC−3) | Argentinië | 0 – 0 | Peru | Estadio Alberto J. Armando, Buenos Aires Toeschouwers: 47.960 Scheidsrechter: Wilton Pereira Sampaio |
| 5 oktober 2017 20:30 (UTC−3) |            |       |      | Estadio Alberto J. Armando, Buenos Aires Toeschouwers: 47.960 Scheidsrechter: Wilton Pereira Sampaio |

### Speeldag 18
|                               |                                       |       |       |                                                                               |
| 10 oktober 2017 20:30 (UTC−3) | Brazilië                              | 3 – 0 | Chili | Allianz Parque, São Paulo Toeschouwers: 46.008 Scheidsrechter: Roddy Zambrano |
| 10 oktober 2017 20:30 (UTC−3) | Paulinho 55' Gabriel Jesus 57', 90+2' |       |       | Allianz Parque, São Paulo Toeschouwers: 46.008 Scheidsrechter: Roddy Zambrano |

|                               |              |       |                     |                                                                                         |
| 10 oktober 2017 18:30 (UTC−5) | Ecuador      | 1 – 3 | Argentinië          | Estadio Olímpico Atahualpa, Quito Toeschouwers: 29.000 Scheidsrechter: Anderson Daronco |
| 10 oktober 2017 18:30 (UTC−5) | R. Ibarra 1' |       | 11', 18', 62' Messi | Estadio Olímpico Atahualpa, Quito Toeschouwers: 29.000 Scheidsrechter: Anderson Daronco |

|                               |           |       |                       | |
| 10 oktober 2017 20:30 (UTC−3) | Paraguay  | 0 – 1 | Venezuela             | Estadio Defensores del Chaco, Asuncion Toeschouwers: 38.786 Scheidsrechter: Wilton Pereira Sampaio |
| 10 oktober 2017 20:30 (UTC−3) | Gómez 90' |       | 84' Herrera 90' Ángel | Estadio Defensores del Chaco, Asuncion Toeschouwers: 38.786 Scheidsrechter: Wilton Pereira Sampaio |

|                               |              |       |               |                                                                          |
| 10 oktober 2017 18:30 (UTC−5) | Peru         | 1 – 1 | Colombia      | Estadio Nacional, Lima Toeschouwers: 39.637 Scheidsrechter: Sandro Ricci |
| 10 oktober 2017 18:30 (UTC−5) | Guerrero 74' |       | 56' Rodríguez | Estadio Nacional, Lima Toeschouwers: 39.637 Scheidsrechter: Sandro Ricci |

|                               |                                        |       |                                   |                                                                                     |
| 10 oktober 2017 20:30 (UTC−3) | Uruguay                                | 4 – 2 | Bolivia                           | Estadio Centenario, Montevideo Toeschouwers: 60.000 Scheidsrechter: Ricardo Marques |
| 10 oktober 2017 20:30 (UTC−3) | Cáceres 39' Cavani 42' Suárez 60', 76' |       | 24' (e.d.) Silva 79' (e.d.) Godín | Estadio Centenario, Montevideo Toeschouwers: 60.000 Scheidsrechter: Ricardo Marques |

## Intercontinentale play-off
|                                 |               |       |      |                                                                              |
| 11 november 2017 16:15 (UTC+13) | Nieuw-Zeeland | 0 – 0 | Peru | Westpac Stadium, Wellington Toeschouwers: 37.034 Scheidsrechter: Mark Geiger |
| 11 november 2017 16:15 (UTC+13) |               |       |      | Westpac Stadium, Wellington Toeschouwers: 37.034 Scheidsrechter: Mark Geiger |

|                                |                      |                    |               |                                                                            |
| 15 november 2017 21:15 (UTC−5) | Peru                 | 2 – 0 (2 – 0 agg.) | Nieuw-Zeeland | Estadio Nacional, Lima Toeschouwers: 39.125 Scheidsrechter: Clément Turpin |
| 15 november 2017 21:15 (UTC−5) | Farfán 27' Ramos 65' |                    |               | Estadio Nacional, Lima Toeschouwers: 39.125 Scheidsrechter: Clément Turpin |

Kwalificatie: Afrika (CAF) · Azië (AFC) · Europa (UEFA) · Noord- en Midden-Amerika (CONCACAF) · Oceanië (OFC) · Zuid-Amerika (CONMEBOL)